# Gojanur, Shirhatti
Gojanur là một làng thuộc tehsil Shirhatti, huyện Gadag, bang Karnataka, Ấn Độ.